# لي شانشان (كرة سلة)
لي شانشان (بالصينية: 李珊珊) مواليد 3 مارس 1987 في نانجينغ، هي لاعبة كرة سلة صينية. تلعب في الدوري الصيني لكرة السلة للسيدات كلاعب هجوم خلفي. يبلغ طولها 5 قدم 10 بوصة (1.8 م). مثلت منتخب بلادها. شاركت في دورة الألعاب الأولمبية الصيفية سنة 2012.

## سجل المنافسة
شاركت في المنافسات التالية:
- الألعاب الأولمبية الصيفية 2012
- الألعاب الأولمبية الصيفية 2016

## روابط خارجية
- لي شانشان على موقع الاتحاد الدولي لكرة السلة (الإنجليزية)
- لي شانشان على موقع كرة السلة الأوروبية.كوم (الإنجليزية)
- لي شانشان على موقع سبورتس رفرنس (الإنجليزية)
- لي شانشان على موقع اللجنة الأولمبية الدولية (الإنجليزية)
- لي شانشان على موقع أوليمبيديا (الإنجليزية)